# Língua kyiripong
Cherepon (Kyiripong), também conhecida como Okere, é uma língua guang do ramo Kwa da família linguística Atlântico-Congo falada por 111 mil pessoas em Gana, em particular nas colinas do Distrito Municipal Norte de Akuapim, no sul da região oriental, sudeste o país. 

## Fonologia

### Consoantes
|             |             | Labial | Alveolar | Palatal | Velar | Labial-velar |
| ----------- | ----------- | ------ | -------- | ------- | ----- | ------------ |
| Plosiva     | surda       | p      | t        |         | k     | k͡p           |
| Plosiva     | sonora      | b      | d        |         | g     | g͡b           |
| sonora      |             | t͡s     | t͡ʃ       |         |       |              |
| sonora      |             |        | d͡ʒ       |         |       |              |
| Fricativa   | Fricativa   | f      | s        |         |       |              |
| Nasal       | Nasal       | m      | n        | ɲ       | ŋ     |              |
| Vibrante    | Vibrante    |        | r        |         |       |              |
| Aproximante | Aproximante | w      | l        |         |       |              |

### Vogais
|               | Anterior | Central | Posterior |
| ------------- | -------- | ------- | --------- |
| Fechada       | i        |         | u         |
| Quase Fechada | ɪ        |         | ʊ         |
| Meio Fechada  | e        |         | o         |
| Meio aberta   | ɛ        |         | ɔ         |
| Quase Aberta  |          | æ       |           |
| Aberta        |          | a       |           |

|               | Anterior | Central | Posterior |
| ------------- | -------- | ------- | --------- |
| Fechada       | ĩ        |         | ũ         |
| Quase Fechada | ɪ̃        |         | ʊ̃         |
| Meio aberta   | ɛ̃        |         | ɔ̃         |
| Aberta        |          | ã       |           |

## Ortografia
A língua usa o alfabeto latino sem as letras C, H, J, Q, V, X, Z. Usam -se as formas Gb, Kp, Ky, Ts, Ɛ, Ɔ.
O acento agudo numa vogal indica tom alto, o acento grave indica tom baixo
/i, ɪ/ é representado por /i, /ʊ, o/ é representado por / e /æ̯, a/ é representado por /a. /n, ŋ, ŋ/ são representados por n e /t͡ʃ/ é representado por /ky; akyibi
.

1. 

- Cherepon em ugspace.ug
- Cherepon em Language Alchives
- Cherepon em omniglot.com

Línguas atlântico-congolesas languages|Cherepon
Línguas de Gana|Cherepon]